# 在咖啡冷掉之前
《在咖啡冷掉之前》 為日本的戲劇作品，在2010年3月首演，2015年改編為小說，2018年以小說為藍本改編成電影，由塚原亞由子執導，有村架純主演。

## 電影劇情大綱
一間具都市傳說色彩的咖啡店，在此咖啡店中有個座位，一直坐著一位女幽靈，當這位女幽靈離開座位時，若有顧客坐到那個座位上，讓店員時田數斟一杯咖啡後，便能回到過去，客人必須在咖啡冷掉之前將其喝完，否則將再也無法回到原本的時間，且即使回到過去，也無法改變既存的事實。電影中的四則故事分述四個人喝下咖啡後，回到過去的遭遇。
戀人
清川二美子和賀田多五郎是一對青梅竹馬，儘管兩人互有好感，但仍在未互相傾吐情意的情況下，因五郎前往美國而分隔兩地。對此後悔的二美子回到過去後，透過與五郎的談話，確信自己應當爭取未來的可能性，並在回到現在後，前往美國向五郎告白，之後兩人成為戀人。
夫婦
房木康德和高竹佳代是結縭多年的夫婦，隨著佳代罹患阿茲海默症，她已不記得丈夫的事，但房木仍深情地守護妻子。他在回到過去後取得了妻子手上一封未曾寄出的信，得知她的心意後回到了現在，並持續地陪伴著深愛的妻子，共同享受未來的生活。
姊妹
平井八繪子和平井久美是一對姊妹，八繪子不想繼承家中的旅館，決心拋下父母和妹妹到都市打拼、並將居酒屋經營地有聲有色。她與家中的關係不睦，甚至也不參加妹妹的葬禮，但八繪子其實對此很難過，她回到過去後試圖與妹妹和解，並不斷地警告妹妹她的死亡日期，但仍無法改變妹妹死亡的命運。八繪子回到現在後，回到家中繼承旅館，為眾人帶來幸福。
親子
女幽靈的真實身分是時田數的母親時田要，她以及時田家族的所有女性都具有透過斟咖啡令人回到過去的能力，而時田要以前曾經為了回到過去，讓女兒為自己倒咖啡，但她並未在咖啡冷掉之前喝掉，導致她一直被困在過去。儘管時田數對此十分介意，但一直以來都沒有任何方法可以一探真相，直到她認識了男友新谷亮介。2018年，在亮介與數交往後，數懷孕了，亮介決定賭這個孩子是女孩的可能性，並記下了指定的時間，讓數在未來替兩人的女兒未來倒咖啡，而未來回到2018年後，再用她身為時田家族的能力替時田數倒咖啡，讓時田數可以回到過去，了解時田要所欲探詢之事。數個月後，亮介和數的女兒出生了，名為「未來」。

## 電影演員
- 時田數 - 有村架純（幼年：高松咲希）
- 新谷亮介 - 伊藤健太郎
- 清川二美子 - 波瑠
- 賀田多五郎 - 林遣都
- 時田流 - 深水元基
- 平井久美 - 松本若菜
- 高竹佳代 - 藥師丸博子
- 平井八繪子 - 吉田羊
- 房木康德 - 松重豐
- 時田要／穿白色洋裝的女子（時田數的媽媽） - 石田百合子
- 未來 - 山田望叶
- 其他演員 - 渡邊憲吉、佐藤直子、貓田直、長谷川Tity、高橋里惠、城戸愛莉、梶原南、田中偉登、西田彩乃、高橋拓伸

## 製作團隊
- 原作 - 川口俊和「在咖啡冷掉之前」「在謊言拆穿之前」（Sunmark Publishing）
- 導演 - 塚原亞由子
- 劇本 - 奥寺佐渡子
- 音樂 - 橫山克
- 主題歌 - YUKI「夢境」（日本史詩唱片）
- 企劃製作- 平野隆
- 製作 - 岡田有正、進藤淳一
- 共同製作 - 大脇拓郎
- 製作統籌 - 坂本忠久
- 攝影 - 笠松則通
- 燈光 - 渡邊孝一
- 錄音 - 武進
- 美術 - 五辻圭
- 服裝 - 宮本賢江
- 編審 - 宮島龍治
- 場記 - 森本順子
- 視覺特效監製 - 松野忠雄
- 演員選角 - 奥田由美
- 助理導演 - 佐野友秀
- 責任製作 - 樫崎秀明
- 發行 - 東寶
- 製片商 - FILM FACE
- 製作 - 「在咖啡冷掉之前」製作委員會（TBS電視台、東寶、毎日放送、Sunmark Publishing、FLaMme、CBC電視台、KDDI、博報堂、RKB毎日放送、TC Entertainment、TBS廣播、東販、北海道放送、東北放送、靜岡放送、中國放送、GYAO）

## 外部連結
- 互联网电影数据库（IMDb）上《在咖啡冷掉之前》的资料（英文）